# Fotbalul în România
Fotbalul este cel mai popular sport în România. Federația Română de Fotbal (FRF), membră a UEFA, este forul național de guvernare al sportului.

## Istorie

### 1866 Brăila
Arhitectul bucureștean Gheorghe Radu Stănculescu a descoperit într-un document din arhivele Marinei Militare Britanice că marinarii englezi jucau fotbal în zona Dunării în anul 1865. Acest amănunt reiese dintr-un document din arhivele Marinei Militare Britanice. Este vorba despre un raport al comandantului navei militare HMS "Cockatrice", locotenentul de marină Gillson, adresat Amiralului Lord Paget, comandantul Flotei Mediteraneene din cadrul "Royal Navy". În raportul datat la 26 ianuarie 1866 (vezi facsimile), locotenentul Gillson a dezvăluit că a ordonat să fie "schimbat locul de ancorare obișnuit al vasului într-alt loc, unde acesta era de acum expus brizelor și lângă care se afla un câmp care servea drept un excelent teren de recreere pentru cricket, quoits și fotbal".

### 1875 Cluj

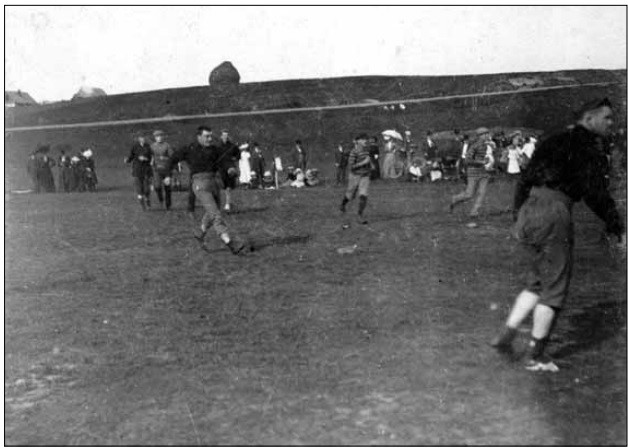
Prima fotografie a unui meci de fotbal din România a fost făcută în Cluj, în 1896.

În Cluj, încă din 1875 au fost organizate turnee sportive ale cluburilor polisportive din oraș. Clubul BAK(Clubul Atletic Budapesta) a oferit o demonstrație de fotbal privitorilor (primul meci din Transilvania). Fotbalul nu era permis in limitele orașului astfel jocurile aveau loc pe pajiștea dinspre est (azi Bulevardul Nicolae Titulescu). Din anul 1900 în cadrul acestor evenimente au avut loc și meciuri de fotbal, câștigătorii primind medalii de argint și finaliștii de bronz. Din sezonul 1907-1908 la Cluj au loc primele meciuri oficiale de pe teritoriul țării noastre, în cadrul ligii a doua maghiare, urmate sezonul următor și în Arad.

### 1888 Arad
Un alt articol din presa vremii din anul 1888 a menționat că la Arad, “un grup de tineri bătea mingea”. În 1890, medicul stomatolog Iuliu Weiner a adus la Arad – de la Londra, unde fusese la studii în Anglia – primul regulament al jocului scrise pe o hârtie, precum și prima minge de fotbal “adevărată” pe teritoriul României de azi. (Până atunci, mingile erau “improvizate”). Weiner face propagandă noului joc, demonstrând practicarea lui pe terenul din fața actualului liceu arădean nr. 1. Tot în Crișana, la Oradea, în 1 iunie 1902, pe terenul din parcul Rhedey (actualul Stadion al Tineretului), a avut loc primul meci de fotbal cu public între  două selecționate locale, jocul arbitrat de arbitrul Jelenik Geza.

### 1896 Baia Mare
În anul 1896 unul din fondatorii Școlii de pictură din Baia Mare,austriacul Carl Freund, vine de la München și se stabilește la Baia Mare, aducând cu el o minge de fotbal. În 1898, apar informații documentare care afirmă că, în Baia Mare este adusă prima minge de fotbal de către englezul George Johnson, angajat al Direcției Minelor. În perioada 1896  austriacul Carl Freund și englezul George Johnson, inițiază și organizează un grup de tinerii, formând împreună, prima echipă de fotbal din Baia Mare.
Încă din anul 1896  de la înființarea echipei, aceasta se antrena și juca fotbal pe Câmpul Tineretului. În anii 1896 - 1898 arena de fotbal din Baia Mare,era una rudimentală cu tribune din lemn și vestiare  amplasate în  apropiere.
În 1 iunie 1903 este consemnat oficial prima atestare a echipei de fotbal “Fotbal Club Baia Mare“, deoarece exista un club de fotbal în  Baia Mare cu acest nume, iar în ziarul “Nágybanya” s-au relatat articole despre echipă.
La începutul anului 1901, inginerul Friederich Windett, care era un fost fotbalist de marcă al clubului Budapesta Torna Club, se mută în Baia Mare și dorește să continue să practice fotbalul în noul său oraș. În primăvara anului 1901, Friederich Windett începe să învețe  tineri de la Gemnaziului de Stat din Baia Mare, pentru a joaca fotbal la echipa înființată din oraș, însă directorul școlii se opune, și chiar interzice practicarea fotbalului în școala sa. Decizia directorului a stârnit revolta băimărenilor, care protestează și trimit un memoriu semnat de 500 de persoane la Ministerul Educației de la Budapesta, împotriva directorului. În data de 5 mai 1901 în ziarul “Nágybanya” se relatează pe larg despre acest eveniment.
În 1901 este organizat la Baia Mare, primul joc de fotbal, pe Stadionul Orășenesc amplasat pe Câmpul Tineretului nr 1.
Profesorul Paul P. Roka, este acreditat unul din coordonatori a primului club de fotbal din Baia Mare, care se chema „Fotbal Club Baia Mare”. În 31 iulie 1903 echipa “Fotbal Club Baia Mare“ a disputat un meci de fotbal, împotriva echipei Șepcilor alb-albastre. În data de 20 august 1903 în ziarul “Nágybanya” se relatează invitația, azi după masă la ora 17:00 pe Arena Orașului, echipa locală de fotbal “Fotbal Club Baia Mare“ va susține un meci de fotbal.

### 1901 Cernăuți
Primul meci de fotbal din Bucovina, încheiat cu scorul de 7:0, a avut loc pe 12 mai 1901 la Cernăuți, pe stadionul de lângă râul Prut (actualul stadion Malva). Victoria a fost obținută de o echipă fondată de studenții Universității din Cernăuți pe baza secției universitare de gimnastică sportivă (conform unor cercetători, se crede că această echipă a devenit strămoșul clubului Yan ). Golurile din acel meci istoric au fost marcate de: Y. Țopa – 3, T. Spivak – 2, L. Mîhajlov și Z. Ștern – câte 1. În toamna anului 1903, studenții germani din Cernăuți și-au format propria echipă de fotbal Jahn Czernowitz, care a fost înregistrată oficial și documentată ca societate sportivă germană și care timp de mulți ani a devenit clubul emblematic al fotbalului bucovinean. Acest club de fotbal au devenit primul club de fotbal din Bucovina.

### 1899 Timișoara
Pe 25 iunie 1899, la Timișoara se organiza primul meci de fotbal din Banat pe terenul Velocitas, între elevii claselor a VI-a și a VII-a de la Liceul Piarist, sub conducerea profesorului Karl Müller. Acesta a fost primul meci de fotbal care respecta regulile jocului din perioada respectivă, deși în București se juca fotbal din anul 1885, în zona restaurantului „Bolta Rece” (în zona în care se află azi Arcul de Triumf). Pe 26 aprilie 1902, la Timișoara, tinerii din cartierul Iosefin înființează Fotbal Club Timișoara, ulterior Clubul Atletic Timișoara. Era primul club exclusiv de fotbal fondat pe teritoriul de azi al României. Dar primul meci de fotbal intercluburi s-a desfășurat pe 20 august 1902, pe terenul de la Pădurea Verde, în fața a 100 de spectatori. FC Timișoara a pierdut în fața echipei Reuniunea de Sport Lugoj cu scorul de 2-3.

### 1907 București
Primul meci oficial de fotbal din București a fost jucat în 1907 în apropiere de Șoseaua Kiseleff, București pe un teren improvizat. Românii doar priveau. Competitorii erau englezi și germani, angajați în industria textilă sau petrolieră la București, Ploiești sau Câmpina. Cronica acelei partide, publicată în extraordinara revistă „Din lumea sporturilor“, este socotită un certificat de naștere pentru fotbalul românesc.

## Competiții oficiale

### Campionatul Bucovinei
Campionatul Bucovinei (în germană Bukowina-Meisterschaft), s-a desfășurat la nivelul Ducatului Bucovinei (Bucovina făcea parte integrantă a Țărilor austriece dar cu un înalt grad de autonomie) în Cernăuți între (1907–1914). După înființarea Jahn în 1903, au urmat Sarmația (ulterior cunoscută ca Polonia) în 1907, în 1909 Maccabi și RFK -Rumanischer Fußballklub (cunoscut apoi ca Dragoș Vodă), Hakoah în 1910, cluburi care au avut continuitate și în campionatul românesc interbelic; Jahn Cernăuți a dominat perioada antebelică.
Au existat echipe care au participat la campionatul Bucovinei care după câțiva ani au fuzionat cu alte cluburi: Deutscher Fußballklub Czernowitz(Club de Fotbal German Cernăuți), Internationaler Fußballklub Czernowitz(club de fotbal internațional), Danubia Czernowitz(Dunărea Cernăuți), Bukowinaer Allgemeiner Sportklub(Club Sportiv General Bucovinean) dar care în actele vremii apare ca Societatea Generală de Sport Cernăuți, Dorost Sokoly în poloneză Tineretul Socola. 

## Liga a doua maghiară
Liga a doua maghiară a fost organizată în serii sau districte regionale, o serie urbană (cu echipe din capitala Budapesta și 4 serii rurale (cu echipe din provincie). În sezonul 1907-1908 au avut loc primele meciuri în sistem divizionar de pe teritoriul țării noastre la Cluj. Echipele fondatoare ale Seriei Est au fost: Academia Comercială Cluj, Club Atletic Cluj și 	CS Feroviar Cluj. S-au mai înscris în sezoanele următoare AS CFR Simeria, AS Târgu Mureș, FC Cluj, ASSE Cluj, AS Târgu Secuiesc, AS Sibiu, CA Universitar Cluj, AMEFA Cluj CS Deva și FC Ocna Mureș.
A doua serie unde au apărut cluburi românești a fost in Districtul de Sud. Club Atletic Arad și AS Poștașii Arad au fost primele din vestul țării care au luat parte la un campionat oficial în sezonul 1908-09. Au mai participat Clubul Atletic Timișoara, CS Arad, CEF Arad, AS Chinezul Timișoara, AG Arad, AMEFA Timișoara, AG Timișoara, CE Jimbolia, CA Vârșeț(azi în Serbia). Din sezonul 1912-13, Districtul de Sud s-a împărțit în 2 serii: Szeged(Seghedin) și Arad. În seria Arad au participat echipele din actualele județe Timiș și Arad. Ultimele 3 campionate au fost câștigate de Chinezul, semne care aveau să arate campioana națională care a dominat apoi România în anii '20.
Din sezonul 1911-12 au început să participe și echipele din nord-vestul țării în nou înființatul District Central. Echipele fondatoare românești au fost Club Atletic Oradea și AS Oradea. În sezonul următor Districtul Central a fost redenumit Districtul de Est și a fost împărțit în 2 serii datorită înmulțirii echipelor. În Seria Oradea au mai apărut: Stăruința Oradea, CS Bihor Oradea, CS Oradea, iar în Seria Ujhorod: AGS Satu Mare și AS Satu Mare. Alte echipe care au mai apărut ulterior au fost Înțelegerea Oradea în seria Oradea și AS Sighetul Maramureș în Seria Ujhorod.
CA Oradea era o echipă foarte ofensivă care marca foarte multe goluri pe meci zdrobindu-și adversarii. În sezonul 1912-13 golaverajul a fost 137-6 +131, record valabil și azi.
În perioada imediat următoare sfârșitului Primului Război Mondial, asociațiile sportive din Transilvania, Banat și Crișana, care practicau un fotbal superior echipelor din teritoriile românești de dincolo de Carpați, se aflau la un nivel sportiv mai ridicat și își disputau întâietatea într-un campionat aparte. Astfel, conducerea mișcării fotbalistice a fost asigurată de către Federația Română din Ardeal și Banat, creată la 13 octombrie 1919, având sediul la Cluj Napoca, și de către Federația Cluburilor de Fotbal din Banat, înființată la 8 septembrie 1920, având sediul la Arad. În plus, la 21 iunie 1921, s-a înființat Federația Societăților Sportive din România (FSSR).

### Campionatul Regatului României

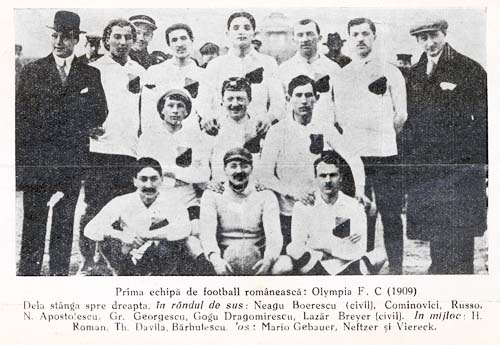
Olympia FC Bucuresti in 1909
De la stânga la dreapta - rândul de sus: Neagu Boerescu, Cominovici, Russo, N. Apostolescu, Gr. Georgescu, Gogu Dragomirescu, Lazar Breyer - în mijloc: H. Roman, Th. Davila, Bărbulescu -jos: Mario Gebauer, Neftzer, Viereck

Prima competiție fotbalistică internă din Vechiul Regat a fost Cupa ASAR (Asociațiunea Societăților Atletice din România), fondată în octombrie 1909. A cuprins trei cluburi: Colentina și Olimpia din București (care a câștigat titlul), și United din Ploiești. Au mai participat cluburile: Cercul Atletic, Bukarester FK,  Uniunea Sportivă București, Româno-Americană, Prahova Ploiești, Colțea București și Oltenia Craiova. Pe lângă echipele din București au mai câștigat campionatul echipele United și Prahova din Ploiești.

### Perioada interbelică

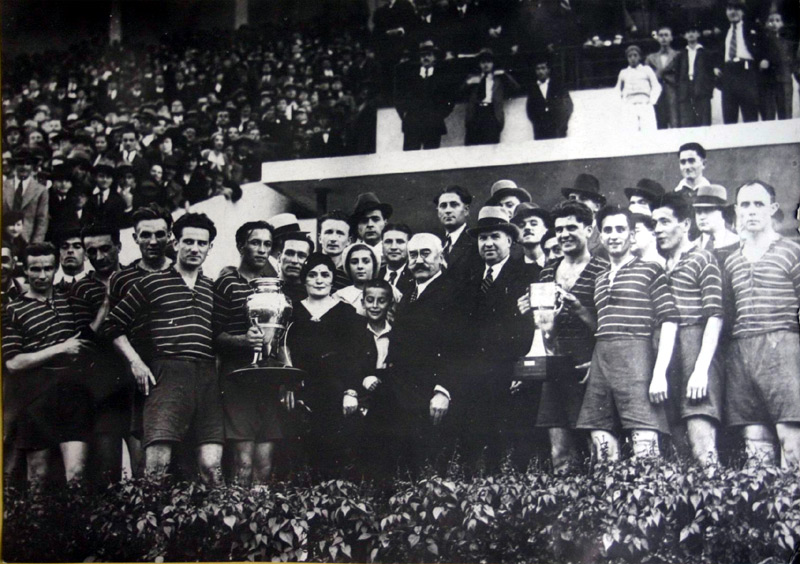
Primul-ministru Vaida Voivod, împreună cu soția, înmânează prima „Cupă a Romaniei” lui Ghiță Ciolac, căpitanul echipei Ripensia Timișoara

Primul campionat național Divizia A cu toate teritoriile reîntregite a fost în sezonul 1921-22, iar cele mai titrate echipe românești din perioada interbelică sunt Venus București, cu șapte titluri, Chinezul Timișoara cu șase titluri (consecutive) și Ripensia Timișoara cu patru. Din 1934 are loc și Cupa României prima câștigătoare fiind Ripensia Timișoara. Tot în acel sezon s-a înființat si divizia B, urmată doi ani mai târziu de divizia C. 
În 1930 și 1934 naționala României participă la campionatele mondiale.
La sfârșitul anilor 30 își fac debutul echipele românești în cupele europene, o victorie răsunătoare obținând Ripensia învingând AC Milan cu 3-0.

### Perioada postbelică
După război echipe ca UTA Arad, FC Argeș Pitești și Universitatea Craiova câștigă campionatul și se califică în fazele superioare ale competițiilor europene.

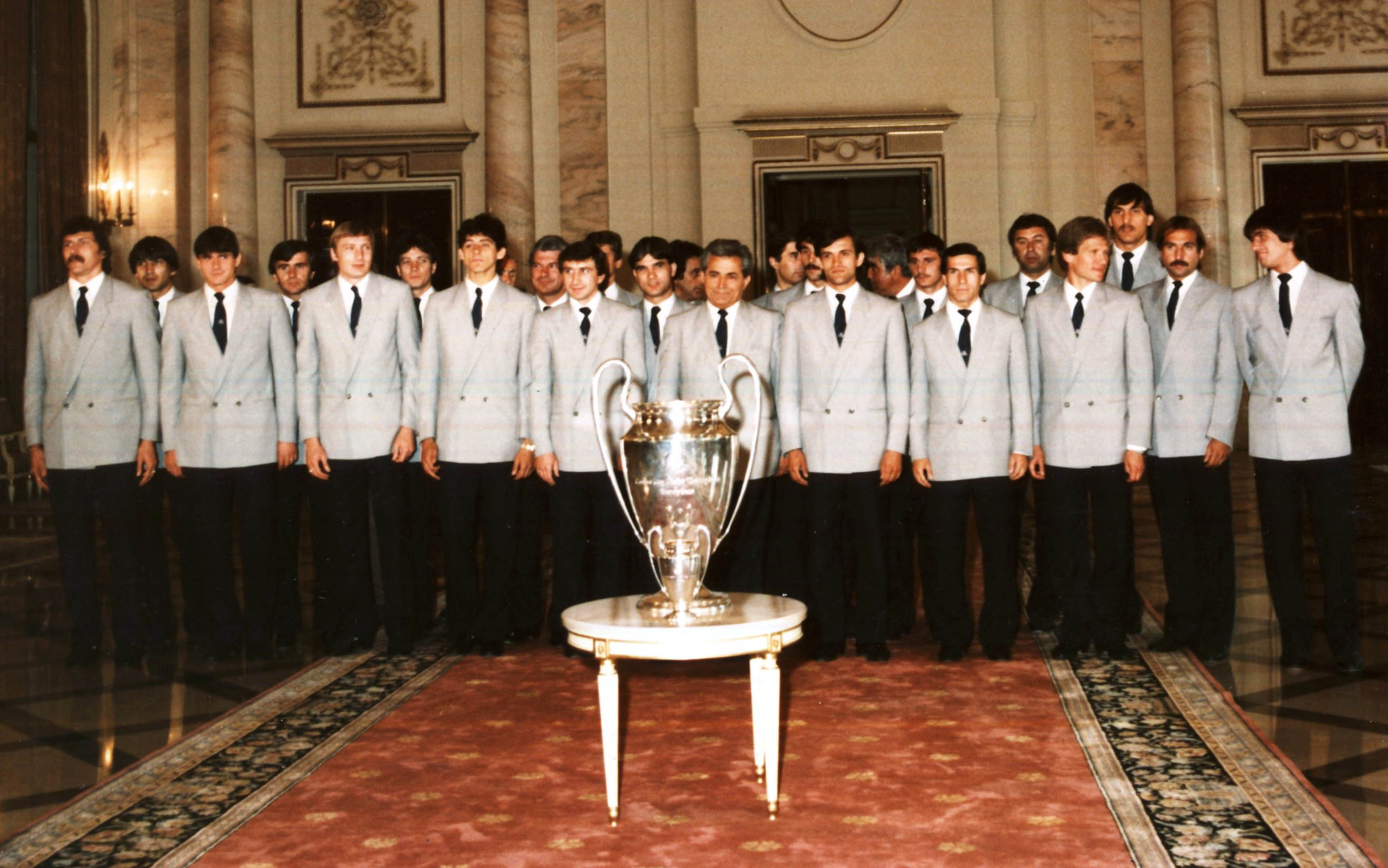
Echipa Steaua cu Cupa Campionilor Europeni în 1986.

Cel mai cunoscut club de fotbal din România este Steaua București, care în 1986 a fost prima echipă din estul Europei și singura din România ce a câștigat Cupa Campionilor Europeni. De asemenea, în 1989 a mai jucat o finală a Cupei Campionilor Europeni. Este clubul cu cele mai multe titluri, 25, și cele mai multe Cupe ale României, 21. Steaua a mai reușit să egaleze performanța Chinezului Timișoara, câștigând titlul de 6 ori consecutiv între anii 1992-98.
Rivala Stelei, Dinamo București, a câștigat 18 titluri și 13 cupe, și a jucat o semifinală a Cupei Campionilor Europeni în 1984, iar în 1990 semifinala Cupei Cupelor UEFA.
Sub conducerea lui Walter Zenga, Steaua s-a calificat în grupele Cupei UEFA în sezonul 2004-05, Zenga calificând o echipă românească în „primăvara europeană” pentru prima oară după 1993 (când tot Steaua a ajuns în sferturile de finală ale Cupei Cupelor). Din 2006, Liga I este compusă din 18 echipe dintre care ultimele 4 retrogradează. În acest an campionatul și-a schimbat numele de la Divizia A la Liga I.
În sezonul 2005-2006, Steaua București și Rapid București au ajuns în sferturile de finală ale Cupei UEFA din 2006. Steaua a ajuns în semifinalele Cupei UEFA, fiind eliminată la limită de Middlesbrough FC și s-a calificat de trei ori consecutiv în grupele Ligii Campionilor. Printre meciurile remarcabile din Ligă se numără cele cu Dinamo Kiev, scor 4-1 și cu Lyon, 1-1.

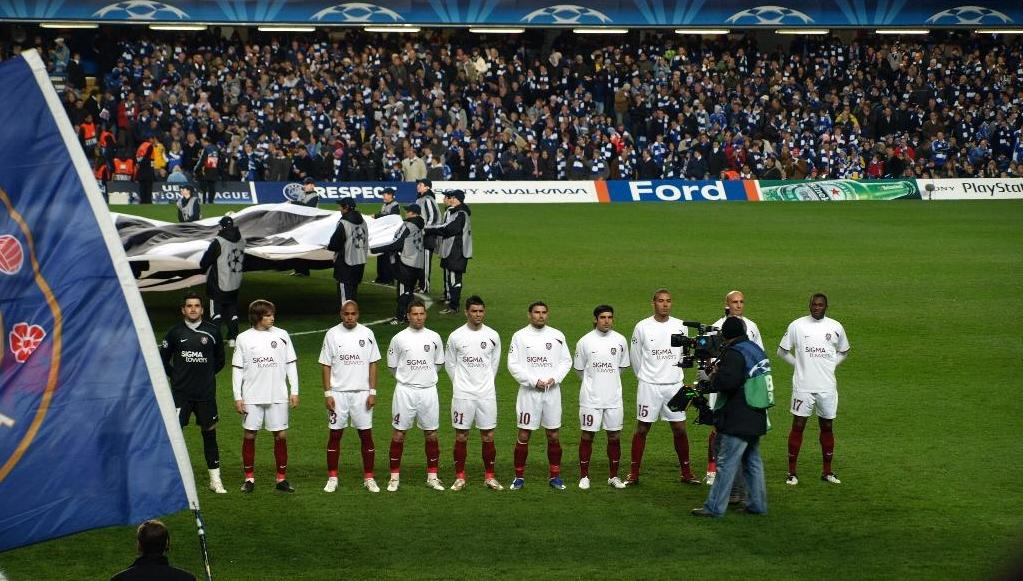
Primul unsprezece din decembrie 2008 înaintea meciului cu Chelsea Londra

La începutul sezonului 2006–07, competiția a fost forțată să-și schimbe numele din Divizia A în Liga I din cauza unei dispute privind mărcile comerciale asupra numelui. În noul format Dinamo București a câștigat cel de-al 18 ei titlu din istorie al 16 consecutiv pentru echipele din București. CFR Cluj a deschis drumul pentru un deceniu de dominare a provinciei, echipe ca Unirea Urziceni, Oțelul Galați, Astra Giurgiu sau Viitorul Constanța au câștigat titlul pentru prima oară în istorie. Unirea Urziceni a acumulat 8 puncte, record pentru România în grupele ligii. CFR Cluj a fost cel mai prolific club din ultimele două decenii, câștigând 8 campionate, 4 cupe și 2 supercupe. CFR Cluj a mai produs niște recorduri, 10 puncte în grupele Champions League, 12 puncte în grupele Europa League și 10 puncte în grupele Conference League și o premieră, a fost primul club din provincie care a câștigat supercupa României.
Printre cei mai importanți jucători din campionatul intern din istoria recentă se numără Ionel Dănciulescu cu cele mai multe prezențe (515) și Eric de Oliveira jucător străin cu cele mai multe goluri marcate în Liga I(66).

## Sistemul masculin de ligi
Fotbalul profesionist a început în România sub numele de Cupa Asociațiunii Române de foot-ball în 1909. Numele ligii de top a fost schimbat în Divizia A înainte de sezonul 1932-1933, în care a fost introdus și sistemul divizionar, și apoi în Liga I pentru sezonul 2006-2007. În prezent, competiția internă este organizată într-un sistem de șase nivele, care cuprinde SuperLiga României, Liga a II-a, Liga a III-a și diverse ligi județene.

### SuperLiga României
Divizia de elită a țării este SuperLiga României. Liga cuprinde 16 echipe, iar campioana se califică în primul tur preliminar al Ligii Campionilor UEFA. Echipa clasată pe locul al doilea începe în al doilea tur preliminar al UEFA Conference League, unde intră și echipa ce câștigă un baraj. FCSB este cel mai de succes club din istoria ligii, cu 27 de titluri de campioană și 20 de locuri de vicecampioană. Dinamo București este al doilea club cu succes îndelungat în SuperLigă, câștigând 18 titluri. Cele două cluburi de pe ultimele locuri din clasament sunt retrogradate în Liga a II-a, iar echipele clasate pe locurile 13 și 14 joacă în barajul de retrogradare împotriva echipelor clasate pe locurile 3 și 4 din Liga a II-a.

### Liga a II-a
Liga a II-a este a doua divizie din piramida fotbalului românesc și are 22 de echipe. Echipele clasate pe primul și al doilea loc sunt promovate, în timp ce echipele clasate pe locul al treilea și al patrulea vor trebui să joace un baraj cu echipele care au terminat pe locul 13 și, respectiv, 14 în SuperLigă. După sezonul regular, primele șase echipe avansează în grupa de promovare, în timp ce celelalte 14 sunt repartizate în două grupe de câte șapte, denumite în mod specific grupele de retrogradare. Echipele clasate pe locurile 7 și 6 în aceste grupe de retrogradare sunt retrogradate în divizia a treia, iar echipele clasate pe locul 5 în fiecare grupă participă la un baraj pentru a determina care dintre ele rămâne în Liga a II-a.

### Liga a III-a
Liga a III-a cuprinde 100 de echipe. În faza I, se dispută un sezon regular cu 10 serii, fiecare formată din 10 echipe care joacă meciuri acasă și în deplasare, în total 18 meciuri pentru fiecare echipă. În faza a II-a, fiecare serie include un play-off între primele patru echipe și un play-out între restul de șase echipe. După încheierea fazei a II-a, se trece la faza finală a campionatului. În faza a III-a, vor participa doar primele două echipe din play-off, în total 20 de echipe. Vor avea loc două baraje de promovare. Cele cinci echipe câștigătoare din barajele finale vor promova în Liga a II-a.

### Ligile județene
Restul de trei nivele sunt organizate la nivel local, de fiecare asociație județeană în parte. Cele 41 de județe ale României împreună cu capitala București organizează simultan Ligile a IV-a și a V-a. Liga a VI-a, al șaselea nivel, este organizată doar de anumite județe.

### Competiții de cupă
Pe lângă ligi, există două competiții importante de cupă: Cupa României, deschisă tuturor cluburilor de fotbal profesionist din România și Supercupa României, care pune față în față campioana SuperLigii și câștigătoarea Cupei României. În cazul în care aceeași echipă realizează dubla, câștigând atât SuperLiga, cât și Cupa României, Supercupa se dispută între clubul respectiv și vicecampioana ligii. Cupa Ligii, care a fost disputată doar de echipele din primul eșalon, a fost desființată în 2017.

## Cele mai de success cluburi
Cel mai de succes club de fotbal masculin din toate timpurile este FCSB, cu un total de 59 de trofee câștigate în competiții interne, urmat apoi de Dinamo București, cu 34 de trofee. Următoarele două cluburi cele mai de succes sunt Rapid București și CFR Cluj. Pe lângă cele 59 de trofee interne, FCSB a câștigat și două competiții internaționale
În clasamentul general începând din 1932-1933, FCSB este din nou clubul cu cele mai multe puncte obținute. Urmează Dinamo București, Rapid București, Petrolul Ploiești și Argeș Pitești.
Numerele cu caractere aldine reprezintă recorduri pentru categoria respectivă. Cluburile cu caractere cursive sunt duble câștigătoare: au câștigat două sau mai multe trofee în același sezon (cu excepția supercupelor). Cluburile cu același număr de trofee sunt enumerate în ordine cronologică, începând cu cel mai recent trofeu câștigat.
Ultima actualizare pe 14 mai 2025, după câștigarea Cupei României 2024-2025 de către CFR Cluj.
| Club                | SuperLiga | Cupa României | Supercupa | Cupa Ligii | Total |
| ------------------- | --------- | ------------- | --------- | ---------- | ----- |
| FCSB                | 28        | 23            | 7         | 2          | 60    |
| Dinamo București    | 18        | 13            | 2         | 1          | 34    |
| Rapid București     | 3         | 13            | 4         | —          | 20    |
| CFR Cluj            | 8         | 5             | 4         | —          | 17    |
| U Craiova           | 4         | 7             | —         | —          | 11    |
| UTA Arad            | 6         | 2             | —         | —          | 8     |
| Venus București     | 8         | —             | —         | —          | 8     |
| Petrolul Ploiești   | 4         | 3             | —         | —          | 7     |
| Ripensia            | 4         | 2             | —         | —          | 6     |
| Chinezul            | 6         | —             | —         | —          | 6     |
| FCV Farul Constanța | 2         | 1             | 1         | —          | 4     |
| Sepsi               | —         | 2             | 2         | —          | 4     |
| Astra Giurgiu       | 1         | 1             | 2         | —          | 4     |
| CSU Craiova         | —         | 2             | 1         | —          | 3     |
| Voluntari           | —         | 1             | 1         | —          | 2     |
| Oțelul Galați       | 1         | —             | 1         | —          | 2     |
| Argeș Pitești       | 2         | —             | —         | —          | 2     |
| Poli Timișoara      | —         | 2             | —         | —          | 2     |
| Reșița              | 1         | 1             | —         | —          | 2     |
| CA Oradea           | 1         | 1             | —         | —          | 2     |
| Unirea Tricolor     | 2         | —             | —         | —          | 2     |
| Olympia             | 2         | —             | —         | —          | 2     |
| Colentina           | 2         | —             | —         | —          | 2     |
| Corvinul            | —         | 1             | —         | —          | 1     |
| Unirea Urziceni     | 1         | —             | —         | —          | 1     |
| Gloria Bistrița     | —         | 1             | —         | —          | 1     |
| FCU Craiova         | —         | 1             | —         | —          | 1     |
| Jiul Petroșani      | —         | 1             | —         | —          | 1     |
| Chimia R Vâlcea     | —         | 1             | —         | —          | 1     |
| Universitatea Cluj  | —         | 1             | —         | —          | 1     |
| Arieșul Turda       | —         | 1             | —         | —          | 1     |
| Progresul           | —         | 1             | —         | —          | 1     |
| Turnu Severin       | —         | 1             | —         | —          | 1     |
| United Ploiești     | 1         | —             | —         | —          | 1     |
| Româno-Americana    | 1         | —             | —         | —          | 1     |
| Prahova Ploiești    | 1         | —             | —         | —          | 1     |
| Colțea Brașov       | 1         | —             | —         | —          | 1     |

## Popularitatea echipelor românești
Multe cluburi de succes din România au succes și pe rețelele sociale, având un număr mare de urmăritori. Primele 20 de cluburi de fotbal din România pe rețelele sociale, la 4 mai 2025 (Facebook, Instagram, TikTok):
| #  | Club                  | Ligă         | Urmăritori |
| -- | --------------------- | ------------ | ---------- |
| 1  | FCSB                  | SuperLiga    | 2,2M       |
| 2  | Dinamo București      | SuperLiga    | 550K       |
| 3  | CSU Craiova           | SuperLiga    | 464K       |
| 4  | Rapid București       | SuperLiga    | 442K       |
| 5  | CFR Cluj              | SuperLiga    | 245K       |
| 6  | FCV Farul Constanța   | SuperLiga    | 204K       |
| 7  | Petrolul Ploiești     | SuperLiga    | 154K       |
| 8  | Universitatea Cluj    | SuperLiga    | 148K       |
| 9  | CSA Steaua București  | Liga a II-a  | 125K       |
| 10 | FCU Craiova           | Liga a II-a  | 117K       |
| 11 | UTA Arad              | SuperLiga    | 103K       |
| 12 | Politehnica Iași      | SuperLiga    | 83K        |
| 13 | Botoșani              | SuperLiga    | 80K        |
| 14 | Politehnica Timișoara | Liga a III-a | 73K        |
| 15 | Sepsi                 | SuperLiga    | 70K        |
| 16 | Oțelul Galați         | SuperLiga    | 69K        |
| 17 | Hermannstadt          | SuperLiga    | 65K        |
| 18 | Corvinul              | Liga a II-a  | 61K        |
| 19 | Argeș Pitești         | Liga a II-a  | 49K        |
| 20 | SCM Râmnicu Vâlcea    | Liga a III-a | 47K        |

## Calificarea în competițiile europene
| Competiție                    | Runda       | Cine se califică                                                    |
| ----------------------------- | ----------- | ------------------------------------------------------------------- |
| UEFA Champions League         | Turul întâi | Câștigătoarea Superligii                                            |
| UEFA Europa League            | Turul întâi | Câștigătoarea Cupei României                                        |
| UEFA Europa Conference League | Turul doi   | Locul doi din SuperLiga României                                    |
| UEFA Europa Conference League | Turul doi   | Câștigătoarea playoff-ului conference league din SuperLiga României |

## Echipa națională

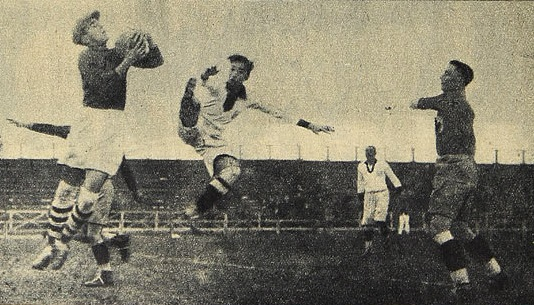
România jucând cu Peru la Campionatul Mondial de Fotbal din 1930 din Uruguay. În imagine portarul Ion Lăpușneanu și atacantul peruan Julio Lores.

Echipa națională de fotbal a României își începe activitatea prin meciul de la 8 iunie 1922 de la Belgrad, contra Iugoslaviei, scorul fiindu-i favorabil cu 2-1. La 20 mai 1923 Comisia de Fotbal a FSSR (Federatia Societatilor Sportive din Romania) este admisă la Congresul de la Zürich ca membră a FIFA. În această calitate de membră a FIFA, România participă la Turneul Olimpic de Fotbal de la Jocurile Olimpice din 1924 desfășurate la Paris. România participă de asemenea la turneele finale din 1930 și 1934.

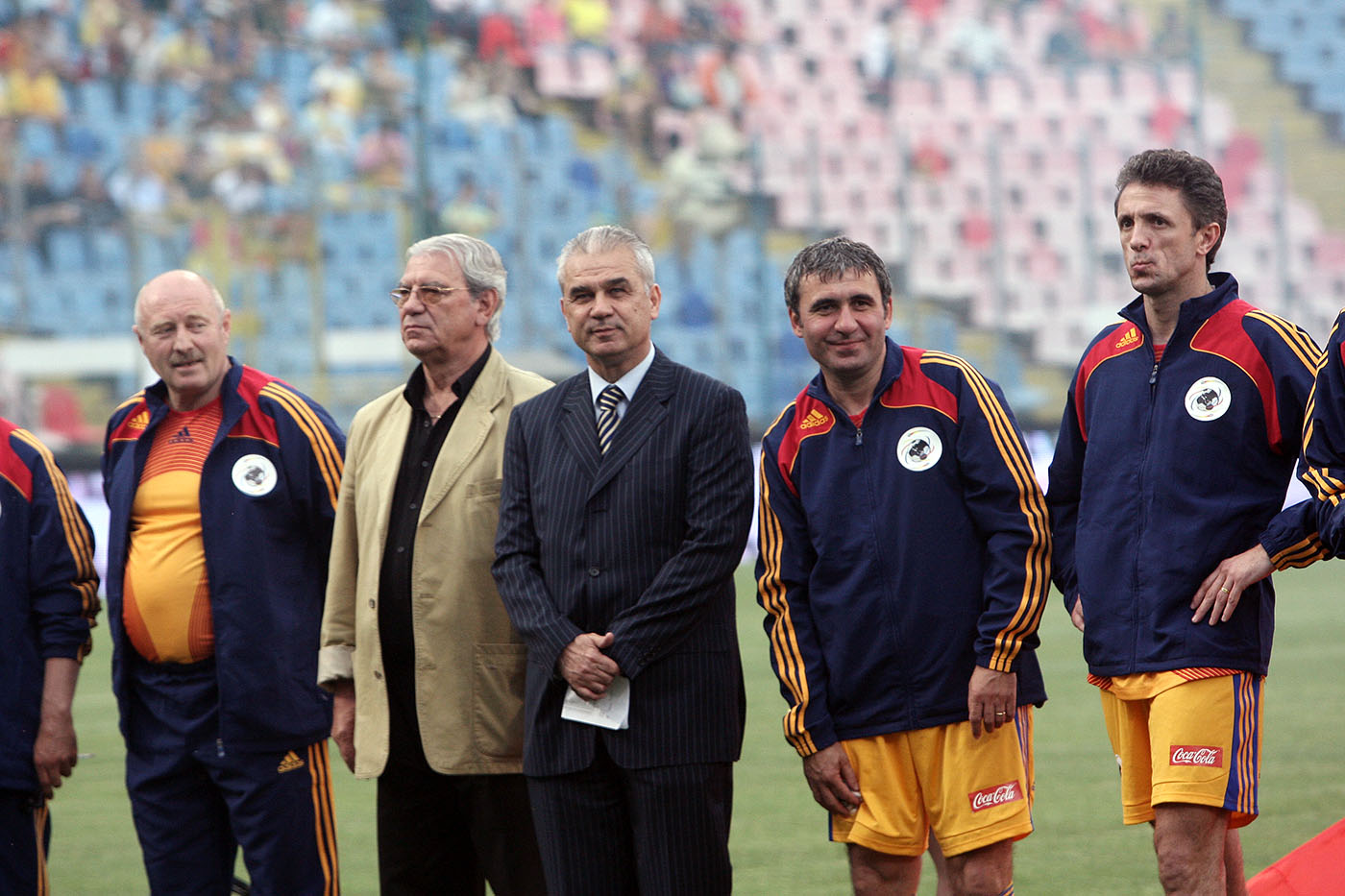
Emeric Jenei, Anghel Iordănescu, Gheorghe Hagi, Gică Popescu

Federația Română de Fotbal este membră fondatoare a UEFA în 1954. Din august 1990, FRF a devenit organ independent de conducere al mișcării fotbalistice din România, primul președinte ales fiind Mircea Sandu.
La nivel internațional, selecționata de fotbal a României a participat până acum la 7 Campionate Mondiale de Fotbal. Cele mai mari succese le-a înregistrat pe parcursul anilor '90. În 1994, la Campionatul Mondial din Statele Unite, echipa României a reușit să ajungă până în sferturi, clasându-se atunci pe poziția 6 în clasamentul FIFA. Liderul generației de aur a fotbalului românesc este
Gheorghe Hagi.

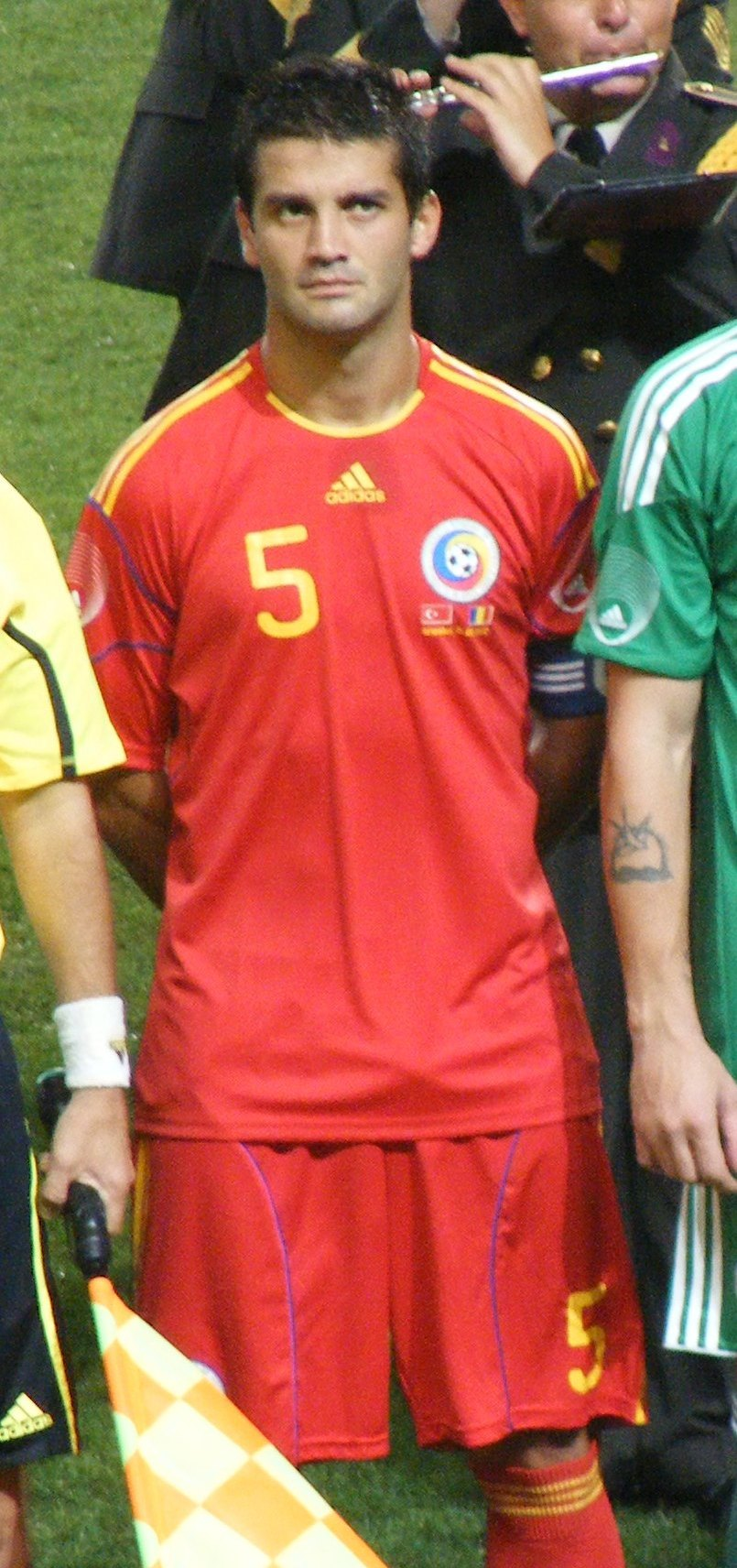
Chivu în tricoul României în august 2010.

Din generația începutului de secol XXI, fotbaliștii români celebri au fost Adrian Mutu, și Cristian Chivu, fost căpitan al naționalei. Turneele finale la care au participat au fost Euro 2000 și Euro 2008. România a depășit faza grupelor la Euro 2000, dar a fost învinșă în sferturile de finală de către Italia. La Euro 2008, naționala nu a mai reușit să depășească faza grupelor.